# 巴黎先生
巴黎先生（法語：Monsieur de Paris），又譯作「巴黎紳士」，是給予在法國首都巴黎就職的劊子手的稱號。其為法國全境共160名處刑人的頭領。
1870年11月以後，幾乎所有法國處刑人都離職，法國全境的處刑人只剩下在巴黎就職的唯一一位。在此之後「巴黎先生」成為死刑執行人的代名詞。
出於職業上的義務，歷代巴黎先生都住在巴黎生活。

## 歷史
巴黎先生若因為辭職、死亡、罷免等理由而出現空缺的話，政府會從志願者之中逐個審查並挑出下個繼任者。巴黎先生的姓名一般是向大眾公開的，慣例上從繼任者上任開始，直到下次死刑執行以前都不會公布姓名。
在法國的規定中，除非巴黎先生在場，否則不能執行死刑。因為這個緣故，在巴黎先生阿納托爾·戴比勒猝逝時，當時的死刑便延後了兩天才執行。另外，路易·戴比勒向上頭提出辭呈時，他的辭呈也被順延了數天才被核准，這是為了要讓他先處理掉預定數日內要執行死刑的死囚再離職。
1870年後，法國全境的劊子手只剩巴黎先生一人。不過在1962年阿爾及利亞自法國獨立出去之前，法國全境內除了巴黎的巴黎先生以外，還有阿爾及利亞的劊子手在，因此嚴格說起來這段期間內法國領土內的劊子手是1到2人。在阿爾及利亞的管轄範圍內犯下死罪的法裔白人，有兩種可能的處刑途徑，一種是在阿爾及利亞當地處刑，另一種則是引渡到法國本土，交由巴黎先生處刑。順帶一提，法國名義上公布的處決人數只計算由巴黎先生處決的人數。
自1981年法國廢除死刑制度後，巴黎先生的稱號也被停止使用。

## 歷代巴黎先生
以下標記的年份為正式就職時的年份。其中夏爾·讓·巴蒂斯特·桑松（Charles Jean Baptiste Sanson）由於其父突然猝死，年僅7歲便正式就職，是就職時間最長的巴黎先生。但在夏爾·讓·巴蒂斯特成年前有一位官方人員代理此職務，且他的兒子夏爾·亨利·桑松自15歲起便子代父職，因此兩人的正式就職時間都和實際活動時間並不一致。
巴黎先生的職位傳承大多為世襲制。1687年至1847年由桑松家族（Famille Sanson）擔任，而1879年至1981年的五任巴黎先生皆為戴比勒家族（Famille Deibler）的親屬。
- ????－1687 尼古拉·勒瓦瑟（Nicolas Levasseur）
- 1687－1707 夏爾·桑松·德·隆瓦爾（Charles Sanson de Longval）
- 1707－1726 夏爾·桑松（Charles Sanson）
- 1726－1778 夏爾-讓·巴蒂斯特·桑松（Charles Jean Baptiste Sanson）
- 1778－1806 夏爾·亨利·桑松
- 1806－1830 亨利·桑松（Henri Sanson）
- 1830－1847 亨利-克萊門特·桑松（Henry-Clément Sanson）
- 1847－1849 夏爾-安德烈·菲蕾（Charles-André Férey）
- 1849－1872 讓-弗朗索瓦·海登萊希（Jean-François Heidenreich）
- 1872－1879 尼古拉·羅克（Nicolas Roch）
- 1879－1898 路易·戴比勒（Louis Deibler）
- 1899－1939 阿納托爾·戴比勒（Anatole Deibler）
- 1939－1951 儒勒-亨利·迪佛諾（Jules-Henri Desfourneaux）
- 1951－1976 安德烈·奧布雷赫特（André Obrecht）
- 1976－1981 馬塞爾·謝瓦利埃（Marcel Chevalier）
- 1981年廢止

## 雜談
由於巴黎先生的收入並不高，因此大部分的巴黎先生都有從事副業以貼補家用。例如桑松家族便以醫生作為副業。
巴黎先生處刑時所使用的斷頭臺被視為是他個人的私有財產。
在法國，「Monsieur de （該國首都名）」這種用法被法國人用來挪揄其他國家的死刑制度。

## 延伸閱讀
- 山田淺右衛門